# Terres altes de l'Europa Central

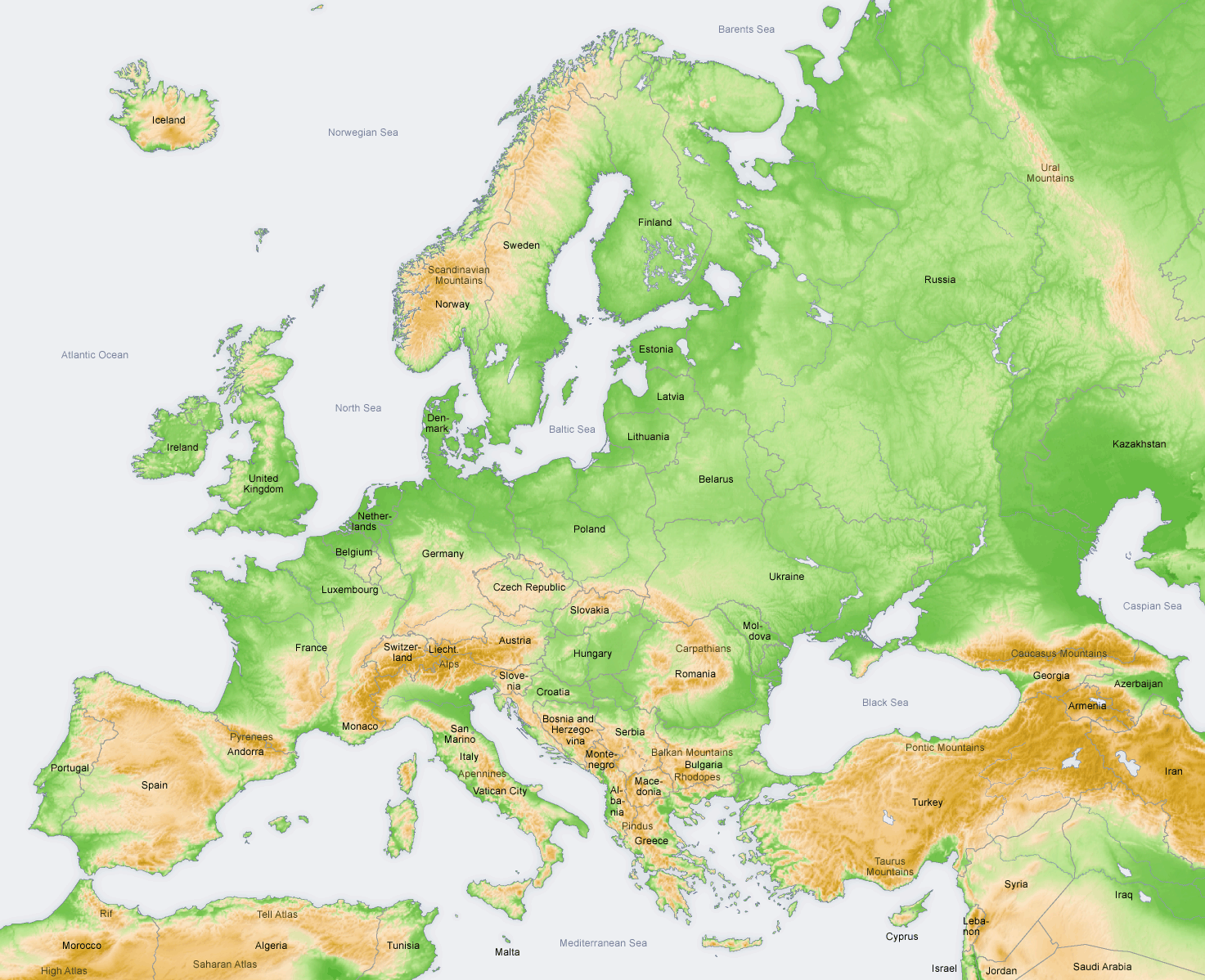

Les terres altes de l'Europa Central consisteixen en les altes muntanyes de les muntanyes alpines i els sistemes de muntanyes dels Carpats i també cadenes muntanyoses d'altitud mitjana (entre 1,000–2,000 m), per exemple els pertanyents al massís de Bohèmia, encara predominantment de caràcter muntanyós.
Tots dos tipus de muntanyes actuen com a "torres d'aigua". La seva gran elevació provoca una gran precipitació i una baixa evaporació, i l'excés d'equilibri hídric resultant alimenta els grans rius europeus i altres fonts d'aigua importants. Al costat de les muntanyes, grans àrees d'Europa Central estan ocupades per terres altes o penplanes de menor altitud (400–800 m) en què l'excedent del balanç hídric anual és menys notable.
Inclou les terres altes d'Europa central i el sud-oest d'Europa. Els blocs d'altiplans elevats es troben com a altiplans dissecats i valls amb falla. Es tracta de l'altiplà de la Messeta de la península Ibèrica, el massís central de França, les terres altes de Bretanya i el sud-oest d'Irlanda, les terres altes del Rin, els Vosges, la Selva Negra del Rin, etc.